# Börklüce Mustafa
Börklüce Mustafa (auch Böreklüdsche Mustafa oder Bürklüdsche Mustafa) (geb. 14. Jahrhundert, gest. spätestens 1421) war ein osmanischer Sozialrevolutionär.

## Leben
Börklüce Mustafas Wirken wird maßgeblich von Dukas bezeugt. Er war Bauer und gehörte zu den Schülern von Scheich Bedreddin. 1416 trennten sich beide und Börklüce zog in das Gebiet der heutigen Provinz Aydın. In der wirtschaftlich sehr schwachen Region steigerte sich insbesondere während der Herrschaft von Mehmed I. die Unzufriedenheit innerhalb der Bevölkerung. Börklüce sammelte Anhänger um sich, denen er ein auf freiwilliger Armut und Kollektiveigentum basierendes System verkündete. Einzig die Institution der Ehe sollte bestehen bleiben. Außerdem sprach sich Börklüce für ein engeres Verhältnis der Muslime mit den Christen aus, was letztlich zu einem Verschwinden der Religionsgrenzen führen sollte. Er hegte selbst engen Kontakt zum Primas von Chios. Toleranz predigte Börklüce ebenso gegenüber den Juden; der Rabbiner Torlaq Hū Kemāl, der in der Gegend um Magnesia am Mäander wirkte, gehörte zu seinen Vertrauten.
Die Anzahl von Börklüces Anhängerschaft, die sich aus türkischen und griechischen Nomaden und Bauern zusammensetzte, stieg auf 3.000 bis 10.000 Menschen. Als sein Einfluss sich auszuweiten schien, befahl der Sultan dem Statthalter von Aydın, dem serbischstämmigen Susman, die Schar anzugreifen. Börklüces Truppen siegten jedoch und Susman kam zu Tode. Sein Nachfolger Alibeg unternahm ebenfalls einen Feldzug, seine Armee wurde aber in einen Hinterhalt gelockt und aufgerieben. Der Befehlshaber konnte sich knapp retten. Börklüces Leute verzichteten auf eine Gegenoffensive und verblieben stattdessen in ihrem Stammgebiet. Der Sultan befahl nun eine weitere Operation, die formell seinem Sohn Murad unterstand, faktisch aber von Bajesid, dem Beylerbey von Rumelien, ausgeführt wurde. Das Heer, dessen Soldaten aus Rumeliern und Anatoliern bestand, schnitt Börklüces Truppen vom Rest des Festlands ab und besiegte sie. Er selbst wurde in Ephesos gefoltert und mit kreuzweise ausgestreckten Gliedmaßen auf ein Brett genagelt. Anhänger, die sich nicht von ihm lossagen wollten, erlitten vor seinen Augen den Tod durch Bajesids Soldaten.
Einige von Börklüces überlebenden Gefolgsleuten erhoben ihn später zum Messias und zweifelten an seinem Tod.